# Odorín
Odorín (allemand : Dirn) est un village de Slovaquie situé dans la région de Košice.

## Histoire
Première mention écrite du village en 1263.

## Démographie

### Évolution de la population
| Année:               | 1994. | 2004.   | 2014.   | 2024.   |
| -------------------- | ----- | ------- | ------- | ------- |
| Nombre de personnes: | 841   | 892     | 952     | 1013    |
| Différence:          |       | +6,06 % | +6,72 % | +6,40 % |

| Année:               | 2023. | 2024.   |
| -------------------- | ----- | ------- |
| Nombre de personnes: | 1016  | 1013    |
| Différence:          |       | -0,29 % |